# Önums distrikt
Önums distrikt är ett distrikt i Vara kommun och Västra Götalands län. 
Distriktet ligger sydost om Vara. 

## Tidigare administrativ tillhörighet
Distriktet inrättades 2016 och utgörs av en del av området som Vara köping omfattade till 1971, delen som före 1967 utgjorde socknen Önum.
Området motsvarar den omfattning Önums församling hade vid årsskiftet 1999/2000.